# Нечипоренко Валентина Василівна
Нечипоренко Валентина Василівна (нар. 27 травня 1958 року, с. Кобильне, Українська РСР, СРСР) — педагог, доктор педагогічних наук (2014), професор (2019).

## Біографічні дані
У 1983 році закінчила Київський університет.
- З 1983 по 1993 працювала вчителем;
- З 1993 — директор,
  - з 2016 — ректор Хортицької навчально-реабілітаційної академії.[1]

За іншими даними:
- З 1977 року працювала вчителем початкових класів;
- з 1983 по 1986 рік — вчителем російської мови та літератури середньої школи № 39 м. Запоріжжя;
- з 1986 року — заступник директора з навчально-виховного процесу санаторної школи-інтернату № 8 м. Запоріжжя
- з 1991 — року директор Хортицького навчально-реабілітаційного багатопрофільного центру.[2]

Входить до складу Наглядової ради Хортицького національного навчально-реабілітаційного багатопрофільного центру.
Одна з переможців конкурсу-захисту на кращу модель навчального закладу «Школа майбутнього» серед педагогічних працівників загальноосвітніх навчальних закладів комунальної форми власності.

## Основні праці
За версією ЕСУ:
- Системний розвиток навчально-реабілітаційного центру як відкритої інноваційної соціально-освітньої інституції. З., 2013;
- Життєтворчий потенціал соціальної і життєвої практики: посіб. З., 2018 (співавт.);
- Management of professional readaptation in terms of the modern ukrainian society // Astra Salvensis. 2019. Vol. 1 (співавт.);
- Історія олігофренопедагогіки: підруч. 2-ге вид. З., 2020 (співавт.);
- Culture and mentality-related specifics of implementation of the ‘law on counteracting bullying’ in the environment of educational institutions // J. of Advanced Research in Law and Economics. 2020. Vol. 11, issue 3 (співавт.).[1]

## Нагороди
- Повний кавалер ордена княгині Ольги (2006, 2015[5], 2018).[1]
- Нагороджена званням Заслужений вчитель України: «За вагомий особистий внесок у розвиток національної освіти, запровадження сучасних методів навчання і виховання молоді».[6]
- Орден «За заслуги перед Запорізький краєм» I ступеня: «За багаторічну сумлінну працю, високий професіоналізм, вагомий особистий внесок у розвиток освіти, розроблення та реалізацію інноваційних освітньо-реабілітаційних технологій комплексної медичної, психолого-педагогічної, соціальної реабілітації дітей і молоді з особливими потребами, з нагоди Дня працівників освіти та 55-річчя заснування навчального закладу».[7]